# Teodebaldo
Teodebaldo (em francês: Thibaud ou Théodebald) (◊ c. 536 † 555), filho de Teodeberto I e Deutéria, foi rei de Metz, Reims ou Austrásia de 547 ou 548 a 555.
Ele tinha apenas treze anos de idade quando sucedeu seu pai por este se encontrar doente. No entanto, a lealdade da nobreza à memória de seu pai foi preservada durante sua menoridade. Casou-se com Valdrada, filha do rei lombardo Vacão e de sua meia-irmã (filha da segunda esposa de seu pai). Este casamento fortaleceu a aliança entre a Austrásia e a Lombardia.
Todavia, Teodebaldo não poderia se agarrar às conquistas de seu pai no norte da Itália. O imperador Justiniano I enviou um exército sob o comando do general Narses em 552 e, como seu pai anteriormente, Teodebaldo evitou o confronto direto.
Jovem e doente, ele era um pouco mais que um fantoche, com o poder ficando nas mãos de sua tia Teodechilda.
Após um longo período de doença, ele morreu em 555, sem deixar descendentes. Seu reino passou então para seu tio-avô Clotário I, que se tornaria em breve rei de todos os francos.
Ele é Tataraneto de Teodorico, o Grande, Rei Ostrogótico

## Pais
♂ Teodeberto I (◊ c. 504 † 547 ou 548)
♀ Deutéria de Narbona (◊ c. 503 † c. 548)

## Casamentos e filhos
- em 552 com Valdrada (◊ ? † ?), filha do rei lombardo Vacão I.